# Флорентий Кагорский
Флорентий — святой епископ Кагорский. День памяти — 4 июля . 
Св. Флорентий стал епископом Кагора (Cahors) между концом IV и началом V века . Он взошёл на Кагорскую кафедру вслед за св. Генульфом (Génulphe) и св. Севастом (Sébaste).